# Spinovelleda basilewskyi
Spinovelleda basilewskyi là một loài bọ cánh cứng trong họ Cerambycidae.